# Smythe Shoulder
Die Smythe Shoulder ist eine vereiste, und bis zu 450 m hohe Halbinsel an der Walgreen-Küste des westantarktischen Marie-Byrd-Lands. Auf der Ostseite der Martin-Halbinsel ragt sie zwischen dem Singer-Gletscher und den Rydelek-Eisfällen in das Dotson-Schelfeis.
Der United States Geological Survey kartierte sie anhand eigener Vermessungen und Luftaufnahmen der United States Navy aus den Jahren von 1959 bis 1967 sowie Landsat-Aufnahmen aus den Jahren von 1973 bis 1973. Das Advisory Committee on Antarctic Names benannte sie 1977 nach dem Geophysiker William Smythe von der University of California, Los Angeles, der im Rahmen des United States Antarctic Research Program zur Besetzung auf der Amundsen-Scott-Südpolstation im antarktischen Winter des Jahres 1975 gehört hatte.